# O Juiz
The Judge (pt/br O Juiz) é um filme estadunidense de 2014, gênero drama, dirigido por David Dobkin.

## Sinopse
Hank Palmer, um advogado bem-sucedido e arrogante, retorna à sua pequena cidade natal para o velório da mãe. Ele descobre que seu pai, o respeitado juiz local Joseph Palmer, está sendo acusado de ter assassinado um antigo réu, que acabou de sair da prisão após cumprir 20 anos na cadeia. Apesar de toda a frieza que há entre eles, Hank assume o caso e passa a defender o pai. Os dois precisam curar certas feridas e aceitar a dependência que Joseph, portador de Alzheimer, tem do filho.

## Elenco
- Robert Downey Jr. como Henry "Hank" Palmer
- Robert Duvall como Juiz Joseph Palmer
- Vincent D'Onofrio como Glen Palmer
- Billy Bob Thornton como Dwight Dickham
- Vera Farmiga como Samantha "Sam" Powell
- Jeremy Strong como Dale Palmer
- Leighton Meester como Carla Powell
- Ken Howard como Juiz Sanford Warren
- David Krumholtz como Mike Kattan
- Melissa Leo como Margaret Stevens
- Dax Shepard como Attorney C.P. Kennedy
- Sarah Lancaster como Lisa Palmer
- Balthazar Getty como Deputado Hanson
- Grace Zabriskie como Sr. Blackwell
- Matt Riedy como Xerife White
- Ian Nelson como Eric
- Emma Tremblay como Lauren Palmer
- Mark Kiely como Mark Blackwell
- Denis O'Hare como Dr. Morris